# Michael Reiter
Michael K. Reiter é um membro da Associação de Maquinários Computacionais e professor de ciência da computação da Universidade da Carolina do Norte em Chapel Hill. Anteriormente, ele foi professor de engenharia elétrica e computacional e ciência da computação na Universidade Carnegie Mellon, em Pittsburgh. Os interesses de pesquisa de Reiter são em segurança dos computadores e das comunicações e processamento distribuído.